# Capilano (fiume)

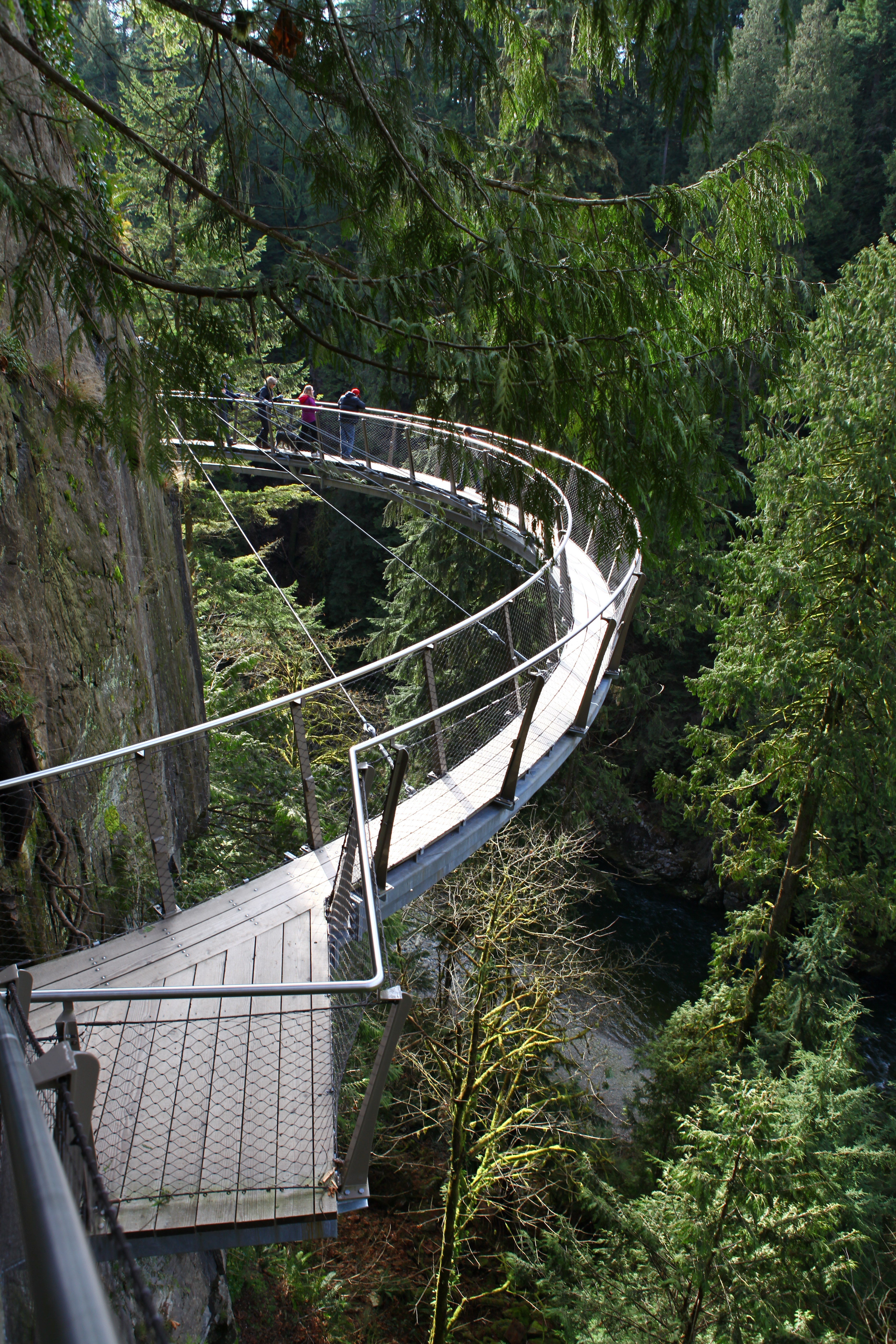
Il ponte sospeso sul fiume Capilano (Capilano Suspension Bridge)

Il Capilano è un fiume del Canada nord-orientale, che scorre lungo le Montagne Costiere, nei dintorni della città di Vancouver, nella provincia della Columbia Britannica, e che sfocia nel Burrard Inlet.
Lungo il fiume si estende il Capilano River Regional Park.

## Etimologia
Il toponimo Capilano è una forma anglicizzata del termine Kia'palano, che nella lingua del popolo di nativi degli Squamish (un cui capo si chiamava, tra l'altro, Joe Capilano) significa "bel fiume".

## Storia
Nel 1888, 6.000 acri di foresta che si estendevano lungo le due sponde del fiume Capilano furono acquistati da un ingegnere scozzese, George Grant Mackay, che vi costruì delle cabine.

## Punti d'interesse
- Capilano Suspension Bridge[3]